# Takuya Uehara
Takuya Uehara (植原 卓也 Uehara Takuya?,  Prefectura de Osaka, Japón, 22 de junio de 1988) es un actor y bailarín japonés, afiliado a Amuse. Uehara es principalmente conocido por interpretar al personaje de Grell Sutcliff en los musicales de Kuroshitsuji.

## Biografía
Uehara nació el 22 de junio de 1988 en la prefectura de Osaka, Japón. En 2000, y mientras aún era estudiante de primaria, debutó como miembro de la unidad de baile "Heads" junto a Tōru Yamashita, Kōhei Nakamura y Ryōta Kohama. Heads fue disuelto por primera vez en 2003 pero volvería a unirse al año siguiente; el grupo se separó de forma definitiva en mayo de 2005. Tras la disolución de Heads, Uehara se volcó a la actuación y debutó como actor con un papel secundario en el drama Shibuya Fifteen. En los años siguientes, continuó apareciendo en roles secundarios en películas y series de televisión como Gachi Baka! (2006), Keitai Kareshi (2009), Kamisama Help! (2010) y Q10 (2010), entre otros. En 2009, Uehara obtuvo su primer papel principal en la serie Shirayuri Kyōdai no Handsome na Shokotaku, en la que actuó junto a su amigo Dori Sakurada. En 2011, interpretó a un joven estudiante de secundaria que lidia con su sordera en la serie dramática Sign.
Uehara es quizás más conocido por interpretar a Grell Sutcliff en las adaptaciones a musical del manga Kuroshitsuji, rol que desempeña desde 2009. El primer musical, Sono Shitsuji, Yūko, estuvo vigente en el teatro Sunshine Theater de Ikebukuro desde el 28 de mayo de 2009 hasta el 7 de junio de 2009. Repitió su papel al año siguiente en un segundo musical titulado Kuro Shitsuji Sen no Tamashii to Ochita Shinigami, que se llevó a cabo en el Akasaka Act Theater en Akasaka, Tokio, Nagoya y Osaka, entre el 3 y 23 de mayo de 2010. Uehara también ha aparecido en todos los demás musicales de la franquicia —con la única excepción del cuarto musical— hasta la fecha, compartiendo únicamente este mérito con el actor Shūhei Izumi. Actualmente mantiene un bajo perfil, apareciendo principalmente en obras de teatro y musicales.
Su primer álbum de fotos, titulado Takuya Book, fue lanzado el 28 de junio de 2011. Su segundo álbum, Two U: Treasure & Pleasure, fue lazando el 12 de junio de 2018.

## Filmografía

### Televisión
| Año  | Título                                    | Papel             | Notas     |
| ---- | ----------------------------------------- | ----------------- | --------- |
| 2005 | Shibuya Fifteen                           | DJ                | Rol debut |
| 2006 | Gachi Baka!                               | Shinsuke Baba     |           |
| 2008 | Konno-san to Asobo                        | Katsumi Uchiyama  |           |
| 2008 | Sumire 16 sai!                            | Katō              |           |
| 2009 | Shirayuri Kyōdai no Handsome na Shokotaku | Rio Shirayuri     |           |
| 2010 | Q10                                       | Kazuma Nishi      |           |
| 2011 | Sign                                      | Dōji Ooe          | Principal |
| 2012 | Fallen Angel                              | Riku Aiba         |           |
| 2013 | Otousan wa Nido Shinu                     | Detective Inohara |           |

### Películas
| Año  | Título         | Papel             | Notas |
| ---- | -------------- | ----------------- | ----- |
| 2008 | Aquarian Age   | Isshin Shiba      |       |
| 2009 | Keitai Kareshi | Riku Sasayama     |       |
| 2010 | Kamisama Help! | Kentaro Nishikori |       |
| 2013 | Arcana         | Nakabayashi       |       |

### Teatro
| Año       | Título                                                  | Papel              | Notas |
| --------- | ------------------------------------------------------- | ------------------ | ----- |
| 2007-2009 | Frogs                                                   | Hiroshi Fukurō     |       |
| 2008      | Blue Sheets                                             | Ema                |       |
| 2008      | Lost Days                                               | Kunihiro Sawaguchi |       |
| 2008      | Familia                                                 | Hideo Nanmo        |       |
| 2008      | The Prince of Tennis: The Treasure Match                | Kenya Oshitari     |       |
| 2009      | Kuroshitsuji: Sono Shitsuji, Yūkō                       | Grell Sutcliff     |       |
| 2009      | The Prince of Tennis: The Final Match                   | Kenya Oshitari     |       |
| 2009      | Pacchigi!                                               |                    |       |
| 2010      | Black Pearl                                             | Vodka              |       |
| 2010      | Kuroshitsuji 2: The Most Beautiful Death in The World   | Grell Sutcliff     |       |
| 2010      | Black&White                                             | Kuro               |       |
| 2010      | Watashi no Atama no Naka no Keshi Rubber                | Kōsuke             |       |
| 2011      | Curry Life                                              | Satoru             |       |
| 2011      | Pinocho                                                 | Hadra madrina      |       |
| 2011      | Mystic Topaz                                            |                    |       |
| 2012      | Enron                                                   |                    |       |
| 2012      | Kawaiku Nakucha Ikenai Riyuu                            | Kento              |       |
| 2012      | Jewelry Hotel                                           | Kuro               |       |
| 2012      | Aho no Hanage de Tonbo o Tsunagu                        |                    |       |
| 2013      | Kuroshitsuji 2.5: The Most Beautiful Death in The World | Grell Sutcliff     |       |
| 2013      | The Alucard Show                                        | Carmira            |       |
| 2014      | Saikō wa Hitotsu Janai                                  | Rey demonio        |       |
| 2014      | In the Heights                                          | Piragua Guy        |       |
| 2014      | Back Stage                                              | Yuya Kaji          |       |
| 2014      | Kuroshitsuji 3: Lycoris that Blazes the Earth           | Grell Sutcliff     |       |
| 2014      | The Alucard Show                                        | Carmira            |       |
| 2015      | Kawaiku Nakucha Ikenai Riyuu Saien                      | Kento              |       |
| 2015      | Shiawase de Nakucha Ikenai Riyuu                        | Kento              |       |
| 2015      | Kuroshitsuji 3.5: Lycoris that Blazes the Earth         | Grell Sutcliff     |       |
| 2016      | The Circus                                              | Swan               |       |
| 2016      | The Scarlet Pimpernel                                   | Farley             |       |
| 2017      | Cutie Blonde                                            | Warner             |       |
| 2017      | Kuroshitsuji 5: Tango on the Campania                   | Grell Sutcliff     |       |
| 2018      | Rurouni Kenshin                                         | Sagara Sanosuke    |       |
| 2019      | Elisabeth                                               |                    |       |
| 2019      | Dance of Vampire                                        |                    |       |